# Seribu (Inselgruppe)
Seribu (das Wort in indonesisch bedeutet Tausend, bzw. Kepulauan Seribu heißt Tausend Inseln) ist eine Inselgruppe von etwa 110 kleinen Inseln, die sich auf ungefähr 100 km nördlich vor der Küste von Java in der Javasee befindet (zwischen 5°10′ und 5°57′ s. Br.). Die Inseln bilden einen Regierungsbezirk (Kabupaten) der Hauptstadtregion (DKI) Jakarta mit sechs Gemeinden (Kelurahan, Siedlungen städtischen Typs).

## Geographie
Die Bevölkerungszahl der Inseln, von denen nur einige bewohnt sind, beträgt knapp 30.000. Die meisten Menschen leben auf der Insel Pulau Kelapa, welche 15 km vor Jakarta liegt. Verwaltungszentrum  der Inselgruppe ist Pramuka auf der Insel Pramuka (Pulau Pramuka). Panjang (Pulau Panjang) besitzt als einzige der Inseln eine kurze Landebahn für Propellerflugzeuge. Die Inseln sind ein beliebtes Ausflugsziel der Bewohner von Jakarta und mit Schnellbooten von Jakartas Marina Ancol aus erreichbar. Die küstennäheren Inseln sind stärker von der Verschmutzung durch den Hafen von Jakarta in Tanjung Priok in Mitleidenschaft gezogen. 
| Pulau Bidadari000 | küstennah gelegen, Resort               |
| Pulau Ayer        | bekannter Strand, Resort                |
| Pulau Kotok       | bekannt als Schnorchel- und Tauchgebiet |
| Pulau Putri       | zahlreiche Restaurants, Resort          |
| Pulau Sepa        | eine der kleineren Inseln, gute Strände |
| Pulau Bira        | Golfplatz, gute Strände                 |

| Pulau Tidung Besar     | 50,13 |
| Pulau Pari             | 41,32 |
| Pulau Untung Jawa      | 40,10 |
| Pulau Sebaru Besar     | 37,70 |
| Pulau Bira             | 29,13 |
| Pulau Genteng Besar000 | 24,70 |
| Pulau Damar Besar      | 24,30 |
| Pulau Payung Besar     | 20,86 |
| Pulau Kotok Besar      | 20,75 |
| Pulau Rambut           | 20,00 |

## Nationalpark Kepulauan Seribu
Ein 107.489 Hektar großes Gebiet im Nordteil der Inselgruppe wurde 2002 als Nationalpark Taman Nasional Laut Kepulauan Seribu (Mariner Nationalpark Tausend Inseln) ausgewiesen. Die beiden Inseln Panjaliran Barat und Panjaliran Timur sind zum Schutz der Seeschildkröten für öffentlichen Zugang gesperrt.
Der Park umfasst 342 Riffplattformen.
Die Flora wird dominiert von Küstenbewuchs der Arten Kokospalme (Cocos nucifera), Schraubenbäume (Pandanus), Schachtelhalmblättrige Kasuarine (Casuarina equisetifolia), Noni (Morinda citrifolia), Barringtonia asiatica, Mangrovenbaum (Bruguiera), Brotfruchtbaum (Artocarpus altilis), Katappenbaum (Terminalia catappa) und Zerberusbaum (Cerbera odollam).
Die Seeflora umfasst Algenarten wie Rotalgen (Rhodophyta), Chlorophyta und Braunalgen (Phaeophyta) ebenso wie Seegräser der Arten Halimeda, Padina, Thalassia, Golftange (Sargassum) und Caulerpa. Die Fauna im Park umfasst 54 Bewohner des Korallenriffsystems, 144 Fischarten, 2 Arten der Riesenmuscheln, 6 Arten von Seegras, Seewürmer verschiedener Farben und 17 Arten von Küstenvögeln. Der Park ist Brutgebiet der Echten Karettschildkröte und der Suppenschildkröte. Die Küstenbereiche des Parks sind von Mangroven umgeben, welche Bindenwarane, Mangroven-Nachtbaumnattern und Netzpythons beherbergen.

## Statistische Angaben

### Volkszählung 2020
| Code 1   | Kecamatan                | Fläche (km²) | Bevölkerung   | Censusbevölkerung 2020 3 | Censusbevölkerung 2020 3 | Censusbevölkerung 2020 3 | Daten 2020 | Daten 2020  |
| -------- | ------------------------ | ------------ | ------------- | ------------------------ | ------------------------ | ------------------------ | ---------- | ----------- |
| Code 1   | Kecamatan                | Fläche (km²) | Census 2010 2 | Gesamt                   | männlich                 | weiblich                 | Dichte 4   | Sex Ratio 5 |
| 31.01.01 | Kepulauan Seribu Utara   | 5,65         | 12.750        | 16.057                   | 8.142                    | 7.915                    | 2.841,9    | 102,9       |
| 31.01.02 | Kepulauan Seribu Selatan | 3,05         | 8.332         | 11.692                   | 5.909                    | 5.783                    | 3.833,4    | 102,2       |
| 31.01    | Kab. Kepulauan Seribu    | 8,70         | 21.082        | 27.749                   | 14.051                   | 13.698                   | 3.189,5    | 102,6       |

### Vergleich der Einwohnerzahlen
| Code 1     | Kelurahan           | Anzahl Inseln | Fläche (2022) (km²) | 2010 2 | 31.12.2020 3 | 30.06.22 4 | Dichte 5 | RW/RT 6 |
| ---------- | ------------------- | ------------- | ------------------- | ------ | ------------ | ---------- | -------- | ------- |
| 3101011001 | Pulau Pangang       | 14            | 0,93                | 5.123  | 7.081        | 7.222      | 7.766    | 5/29    |
| 3101011002 | Pulau Kelapa        | 38            | 0,95                | 5.557  | 7.059        | 7.323      | 7.708    | 5/31    |
| 3101011003 | Pulau Harapan       | 27            | 4,77                | 2.070  | 2.672        | 2.700      | 566      | 3/15    |
| 310101     | Kep. Seribu Utara   | 79            | 6,65                | 12.750 | 16.812       | 17.245     | 2.593    | 13/75   |
| 3101021001 | Pulau Untung Jawa   | 10            | 1,4                 | 1.726  | 2.521        | 2.627      | 1.876    | 3/9     |
| 3101021002 | Pulau Tidung        | 8             | 1,14                | 4.148  | 5.997        | 6.111      | 5.361    | 4/24    |
| 3101021003 | Pulau Pari          | 12            | 1,69                | 2.458  | 3.655        | 3.736      | 2.211    | 4/14    |
| 310102     | Kep. Seribu Selatan | 30            | 4,23                | 8.332  | 12.173       | 12.474     | 2.949    | 11/47   |

| Die Gemeinden von Nord nach Süd Einwohnerzahlen von Ende Juni 2022 | Gesamt | männlich | weiblich |
| ------------------------------------------------------------------ | ------ | -------- | -------- |
| Pulau Harapan                                                      | 2.700  | 1.348    | 1.352    |
| Pulau Kelapan                                                      | 7.323  | 3.677    | 3.646    |
| Pulau Panggang                                                     | 7.222  | 3.690    | 3.532    |
| Pulau Tidung                                                       | 6.111  | 3.094    | 3.017    |
| Pulau Pari                                                         | 3.736  | 1.899    | 1.837    |
| Pulau Untung Jawa                                                  | 2.627  | 1.335    | 1.292    |

## Geschichte
Durch die Verordnung Nr. 55 des Jahres 2001 wurde der Regierungsbezirk (Kabupaten) Kepulauan Seribu geschaffen.